# Murallas de San Mateo
Las murallas de San Mateo (en valenciano, muralles de Sant Mateu) constituían el perímetro que rodeaba en la Edad Media el municipio castellonense de San Mateo (España). Situada junto al río del Palacio donde anteriormente discurría una muralla islámica, se ordenó su desmantelamiento tras el fin de la guerra de sucesión, y en la actualidad solo han perdurado algunos tramos. Desde el 1 de diciembre del 2000 es un Bien de interés cultural, con registro ministerial R-I-51-0010556.

## Descripción
Alzada sobre terreno llano y con 1600 metros de perímetro, a unos 324 metros sobre el nivel del mar, desde su rehabilitación en 1996 solo se conservan algunos tramos de la muralla. Está compuesta por paredes de mampostería, las esquinas de sillarejo y aspilleras en algunos lienzos. Ciertos fragmentos forma parte de edificios más recientes, como la línea que parte desde Plá de Baix hacia el sur. Por la calle Jueus se conservan algunos lienzos con aspilleras y los bordes de sillarejo, de forma que enmarcan una antigua entrada secundaria. El único tramo que se conserva mide 260 metros de largo y se asienta en el flanco derecho del río del Palacio. Contaba con varios portales, de los que no se conserva ninguno.

## Historia
La muralla de la época cristiana se erigió entre 1357 y 1380 bajo mando de Pedro de Thous, gran maestre de la Orden de Montesa. Reemplazó a los antiguos muros de origen árabe del siglo XIII que cercaban el núcleo poblacional en su parte alta, alrededor de la iglesia de San Pedro. Del primer recinto se conversan unos pocos restos en la sacristía y en el muro meridional de dicha iglesia. Con la victoria definitiva en la batalla de Almansa del bando borbónico en la guerra de sucesión, las tropas de Felipe V tomaron San Mateo. Entre las primeras reglas que establecieron los nuevos dirigente estuvo el derribo de las murallas de las villas que se les opusieron. De esta forma el recinto del pueblo fue progresivamente derruido.
Un plano del 1773 revela que los tramos que aún se conservaban transcurrían desde el portal de Valencia hasta el portal de Santo Domingo a lo largo de quinientos metros, el comprendido entre el portal de Chert hasta el de Albocácer con cuatrocientos cincuenta metros y un muro a lo largo del río del Palacio entre la puerta de Chert y la de Santo Domingo. El mismo mapa mostró que de las ocho entradas principales solo restaban seis. Del portal de Valencia quedó la torre, pero se desmanteló en 1798 para usar sus materiales en la construcción del puente de la Coma.

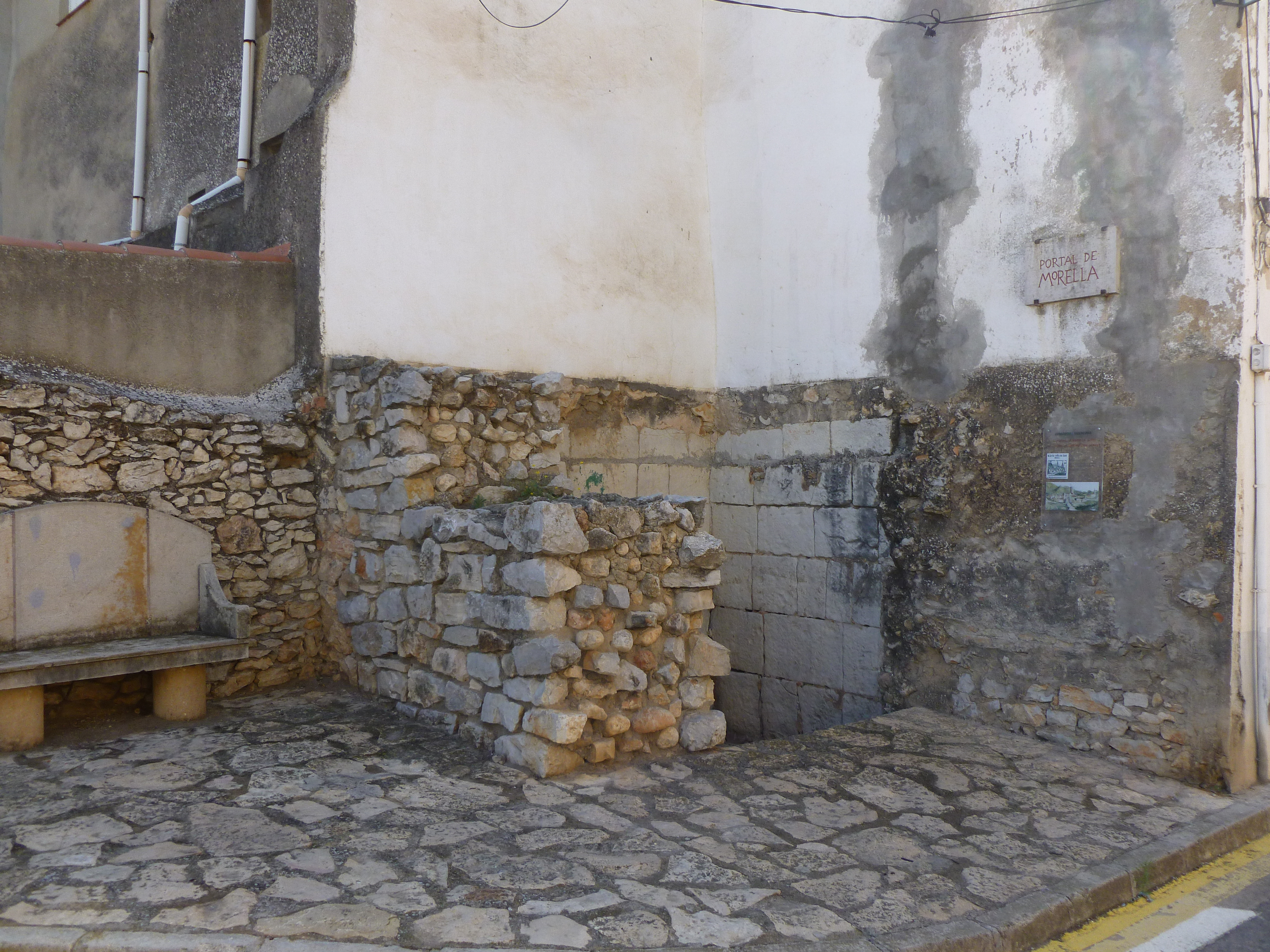
Antiguos sillares del portal de Morella en los bajos de un edificio.

En el marco de la invasión naponeólica de España los franceses ocuparon la población entre septiembre de 1810 hasta julio de 1813. Cuando establecieron su cuartel general en el convento de los dominicos reconstruyeron algunos tramos de la muralla. Las guerras carlistas de 1835 a 1839 también afectaron al recinto: aunque el conflicto provocó en primera instancia que se recuperaran algunos fragmentos, finalmente muchos de los tramos que se habían conservado terminaron por desaparecer. Mientras algunos trozos formaron paredes en viviendas, otras zonas se destruyeron para conseguir mayor espacio para el desarrollo urbanístico. Las torres de planta cuadrada que otrora flanqueaban las puertas se reconvirtieron en hogares con sillería.